# Monete di Belgioioso
Le monete di Belgioioso furono delle monete di ostentazione fatte coniare da Antonio Barbiano di Belgioioso nel 1769 alla zecca di Vienna. Le monete, probabilmente mai entrate in circolazione, sono di due tipologie: tallero e ongaro.

## Storia
Antonio Barbiano di Belgioioso, ciambellano imperiale, dopo aver partecipato, insieme ai figli Alberico e Ludovico, alla guerra dei sette anni venne elevato dall'imperatrice Maria Teresa il 5 agosto del 1769 al rango di principe del Sacro Romano Impero, con il titolo di principe di Belgioioso. La qualifica, trasmissibile agli eredi maschi primogeniti, comportava diversi privilegi, tra i quali vi era quello di poter aprire a Belgioioso una zecca e di poter emettere in essa monetazione d'oro e d'argento con la propria effigie. Il principe tuttavia non attivò nessuna officina destinata alla coniazione di monete, ma si limitò a far produrre dalla zecca di Vienna un quantitativo limitato di zecchini d'oro (detti anche "ongari") e di talleri d'argento con la propria immagine e lo stemma del casato "d'ostentazione", che vennero, probabilmente, distribuiti prevalentemente a parenti, amici o cortigiani.
Pur trattandosi di monete che avevano, come concesso dal diploma imperiale, corso legale, almeno all'interno dell'Impero, non abbiamo informazioni riguardo alla loro reale circolazione. Nessuno degli eredi del principe Antonio fece in seguito coniare altre monete.

## Monete
| Immagine | Moneta  | Descrizione | Descrizione | Anno di coniazione | Zecca  | Tiratura | Parametri tecnici | Parametri tecnici | Parametri tecnici |
| Immagine | Moneta  | Dritto | Rovescio | Anno di coniazione | Zecca  | Tiratura | Peso              | Diametro          | Composizione      |
| -------- | ------- | --- | --- | ------------------ | ------ | -------- | ----------------- | ----------------- | ----------------- |
|          | Tallero | Busto drappeggiato e corazzato di Antonio Barbiano di Belgioioso rivolto a destra, intorno la scritta: antonius i·barbiani belgiojosii et s·r·i· princeps | Stemma coronato e sorretto da due leoni, caricato su padiglione d'ermellino posto su due bandiere decussate, con al centro il collare del Toson d'Oro, intorno la scritta: comes cunii et lugi march·grumelli·1769 | 1769               | Vienna | 430      | 28,07 g           | 40,5 mm           | Argento           |
|          | Ongaro  | Busto drappeggiato e corazzato di Antonio Barbiano di Belgioioso rivolto a destra, intorno la scritta: anton·i·barbiani belgiojos·et s·r·i·p·             | Stemma coronato e sorretto da due leoni, caricato su padiglione d'ermellino posto su due bandiere decussate, con al centro il collare del Toson d'Oro e la scritta: com cunii et lugi march·grumelli·1769          | 1769               | Vienna | 620      | 3,48 g            | 21,5 mm           | Oro               |